# Префектура Фукуй
Префекту́ра Фуку́й (яп. 福井県, ふくいけん, МФА: [ɸu̥kui̯ keɴ]?) — префектура в Японії, в регіоні Чюбу, Північнозем'я.  Розташована в центральній частині острова Хоншю, на узбережжі Японського моря. Адміністративний центр префектури — Фукуй. Межує з префектурами Ісікава, Сіґа, Ґіфу та Кіото. Заснована 1871 року на основі провінцій Ечідзен і Вакаса. Площа становить 4189,83 км². Станом на 1 серпня 2011 року в префектурі мешкало 803 765 осіб. Густота населення складала 192 осіб/км². Основою економіки є сільське господарство й рибальство. 

## Короткі відомості

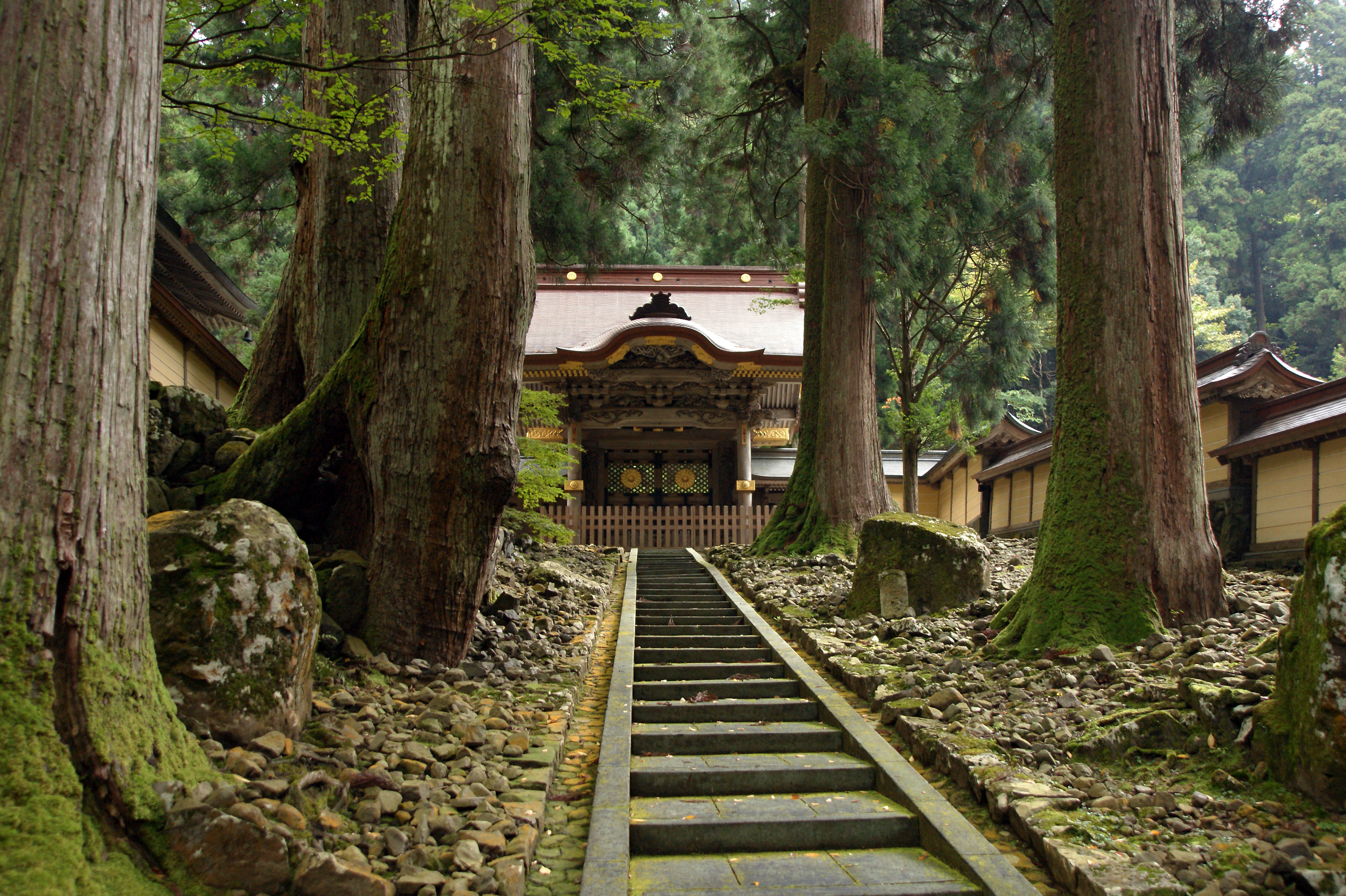
Ейхейдзі — головний монастир секти Сото.

Префектура Фукуй розташована в центральній частині острова Хонсю, на північному заході регіону Тюбу, на березі Японського моря. На півночі вона межує з префектурою Ісікава, на сході й півдні — з префектурою Ґіфу, на південному заході з — префектурами Сіґа й Кіото. Адміністративний центр префектури — місто Фукуй, один з найбільших населених пунктів Північноземного краю.
Префектура Фукуй займає територію історичних провінцій Етідзен і Вакаса. Вони розділені горами Кіноме, що проходять південніше центру префектури. Землі розташовані північніше гірського хребта називаються Рейхоку й становлять провінцію Етідзен, за винятком міста Цуруґа. Землі, що пролягають південніше хребта, іменуються Рейнан й формують провінцію Вакаса, включно з Цуруґою. Обидва райони відрізняються рельєфом, кліматом, фауною, звичаями та наріччями. Соціально-економічні особливості колишньої Вакаси зближають її з регіоном Кінкі. Етідзен же ближчий до Північноземських префектури Ісікави, Тоями й Ніїґати.
Територія префектури Фукуй віддавна була пов'язана із сусідньою японською столицею Кіото. Через префектуру проходив стратегічно важливий шлях, що сполучав столицю з провінціями узбережжя Японського моря. В середньовіччі в землях Фукуй активно проповідували буддисти сект Сото й Дзьодо-сінсю, які спромоглися створити тут самоврядну організацію. Протягом двох століть її адепти воювали з регіональними володарями за свою незалежність. В ранньому новому часі на території префектури існував автономний уділ самурайського роду Мацудайра, родичів сьоґунів Токуґава.
Основою економіки префектури Фукуй є рибальство, машинобудування, текстильна промисловість. Найбільші міста входять до складу Північноземного промислового району. Населення префектури повільно зростає, проте молодь покидає батьківщину в пошуках роботи в Токіо, Осаці або Наґої. 55 % усіх мешканців префектури проживають у містах Фукуй, Етідзен, Сабае.

## Адміністративний поділ
У префектурі Фукуї розташовано 9 міст та 7 повітів (8 селищ).

## Освіта
- Фукуйський університет